# Aéroport de Bata
L'aéroport de Bata est un aéroport desservant la ville portuaire de Bata sur la partie continentale de la Guinée équatoriale.

## Situation
| Annobón Bata Corisco Malabo Obiang Nguema |

## Compagnies et destinations
| Compagnies                 | Destinations       |
| -------------------------- | ------------------ |
| CEIBA Intercontinental     | Malabo, Mengomeyén |
| Cronos Airlines            | Cotonou, Malabo    |
| Guinea Ecuatorial Airlines | Malabo             |

Édité  le 18/04/2018  Actualisé le 22/10/2023